# Tsukasa Ozawa
Tsukasa Ozawa (født 8. maj 1988) er en tidligere japansk fodboldspiller.
Han har spillet for flere forskellige klubber i sin karriere, herunder Mito HollyHock.